# Rue Aubriot
La rue Aubriot est une rue, ancienne, située dans le Marais, quartier Saint-Gervais, dans le 4e arrondissement.

## Situation et accès
Actuellement, la rue Aubriot d'une longueur de 94 mètres, est située dans le 4e arrondissement, quartier Saint-Gervais, et commence au 16, rue Sainte-Croix-de-la-Bretonnerie et finit au 15, rue des Blancs-Manteaux.
Ce site est desservi par la ligne 1 à la station de métro Saint-Paul et par les lignes 1 et 11 à la station Hôtel de Ville.

## Origine du nom

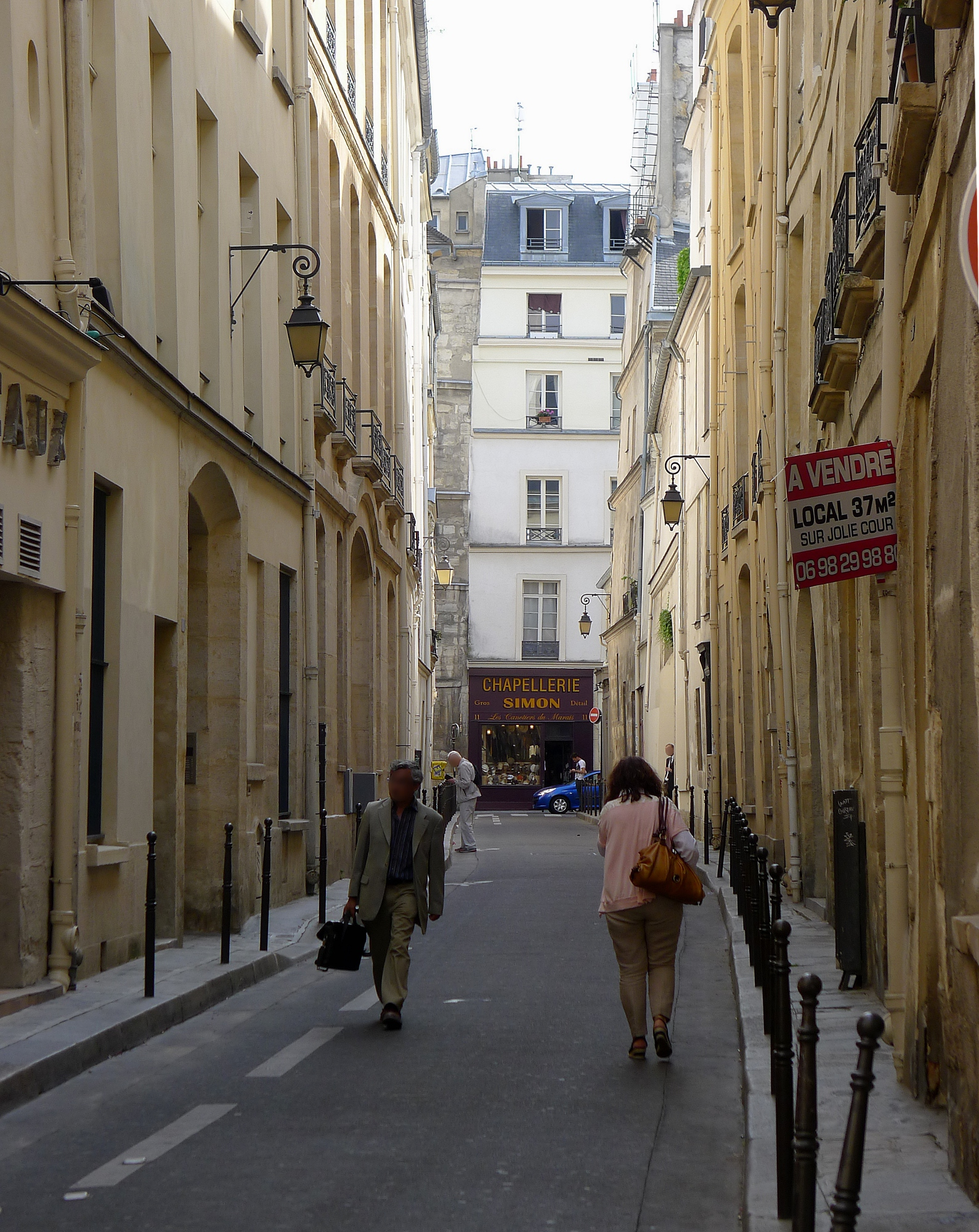
Rue Aubriot vers la rue Sainte-Croix-de-la-Bretonnerie.

La rue porte le nom de Hugues Aubriot, prévôt de Paris sous Charles V. Ce dernier est connu pour avoir pris des mesures de clémence à l'égard des Juifs de Paris. Pour cela, il est accusé d'impiété, emprisonné à la Bastille, puis libéré par des mutins. Il est également le bâtisseur de la Bastille dont il posa la première pierre le 22 avril 1370. On lui doit aussi les premiers égouts de Paris avec des voûtes, des quais et des ponts comme le pont Saint-Michel et le pont au Change.

## Historique
Dès le XIIIe siècle, elle portait le nom de « rue du Puits » en raison de la présence d'un puits public qui avait été établi en 1267.
Elle est citée dans Le Dit des rues de Paris de Guillot de Paris sous la forme de « rue du Puis ».
En 1540, cette voie est désignée sous le nom de « rue de Fortune » puis elle reprend son nom de « rue du Puits » auquel on lui a rajouté « aux-Marais », le quartier dans lequel elle se trouvait, afin de la différencier des nombreuses autres « rues du Puits ».
Elle est citée sous le nom de « rue du Puis » dans un manuscrit de 1636 dont le procès-verbal de visite indique : « avons veu quantité de boues et immundices ».
Selon le site Paris.fr, la rue est appelée « rue du Pô » sur le plan de Paris de Nicolas de Fer. Ce nom ne correspond toutefois pas aux versions des plans de 1695 (rue du Puis) et de 1705 (rue du Puits) de Nicolas de Fer.
Une décision ministérielle, du 13 ventôse an VII (3 mars 1799), signée Neufchâteau, fixe la largeur de cette voie publique à 7 mètres.
Au XIXe siècle, la rue du Puits également appelée « rue du Puits-au-Marais », d'une longueur de 94 mètres, qui était située dans l'ancien 7e arrondissement, quartier du Mont-de-Piété, commençait aux nos 16-18, rue Sainte-Croix-de-la-Bretonnerie et finissait aux nos 5-7, rue des Blancs-Manteaux.
Les numéros de la rue étaient noirs. Le dernier numéro impair était le no 7 et le dernier numéro pair était le no 16.
Sa largeur est portée à 10 mètres, en vertu d'une ordonnance royale du 28 octobre 1838.

## Bâtiments remarquables et lieux de mémoire
- Helmut Newton y a pris une série de photos en 1975. L'une montre deux jeunes femmes, l'une Vibeke Knudsen habillée en smoking Yves Saint Laurent pour le numéro de Vogue Paris de septembre, l'autre nue, au milieu de la rue[8]. Helmut Newton et sa femme June ont habité la rue entre 1961 et 1975[9].
- Aux nos 2 et 16 de la rue Sainte-Croix-de-la-Bretonnerie habita l'astronome Michel Lefrançois de Lalande (1766-1839). Dans une niche, une madone anonyme, de style moderne, orne le coin de l'immeuble.
- Au no 3, porte cochère désaxée pour faciliter le passage des calèches, carrosses et fiacres de l'ancien temps.
- Au no 7 se trouve la chapelle Sainte-Marie, fondée en 1972 par un clergé mariavite.
- Au no 9 se trouve une porte cochère, dont les vantaux sont classés, et qui a été immortalisée par Eugène Atget.
- Au no 10 se trouve l'ancien hôtel de Vaton (1616), devenu en 1705 celui de Louis Havis (1703-1782), conseiller du roi Louis XIV, contrôleur des rentes de l’Hôtel de Ville. Quand il acheta le bâtiment, il le détruisit et le fit reconstruire. Il en orna l’entrée en gravant un jeu de mots sur son nom. À la Révolution, les ornements intérieurs ont disparu.

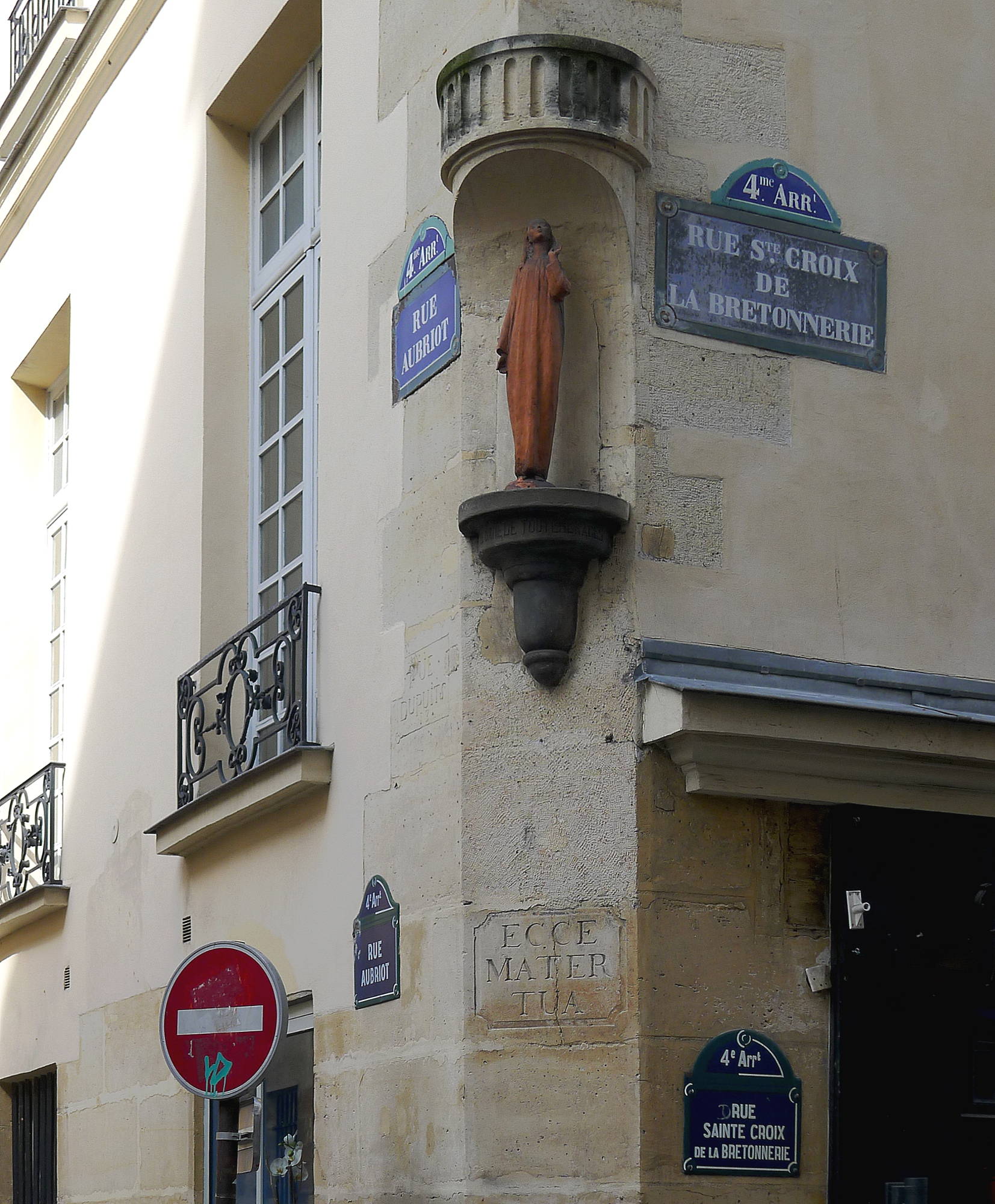
Angle des rues Aubriot et Sainte-Croix-de-la-Bretonnerie (statue, inscriptions et plaques).
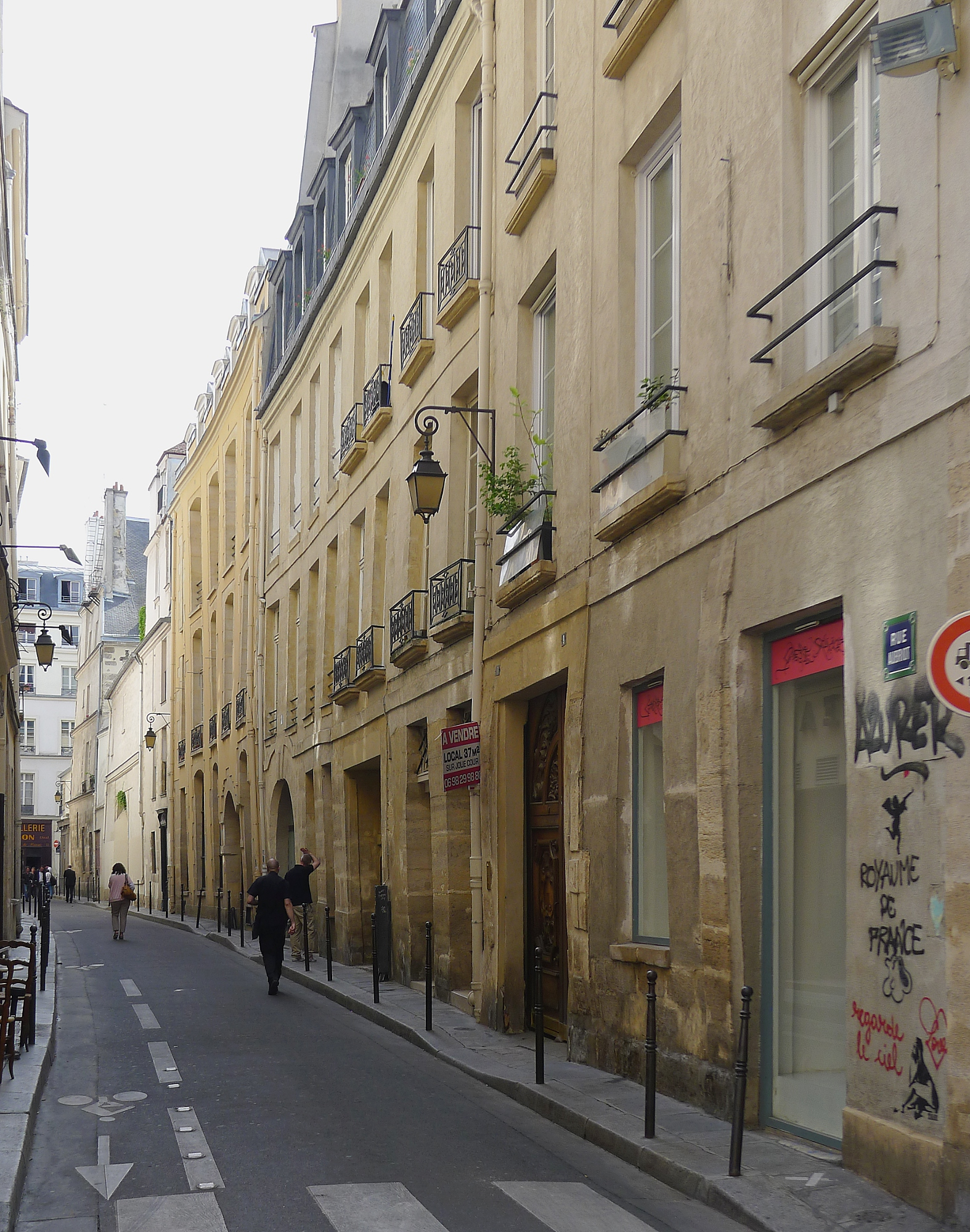
Rue, côté des numéros impairs.
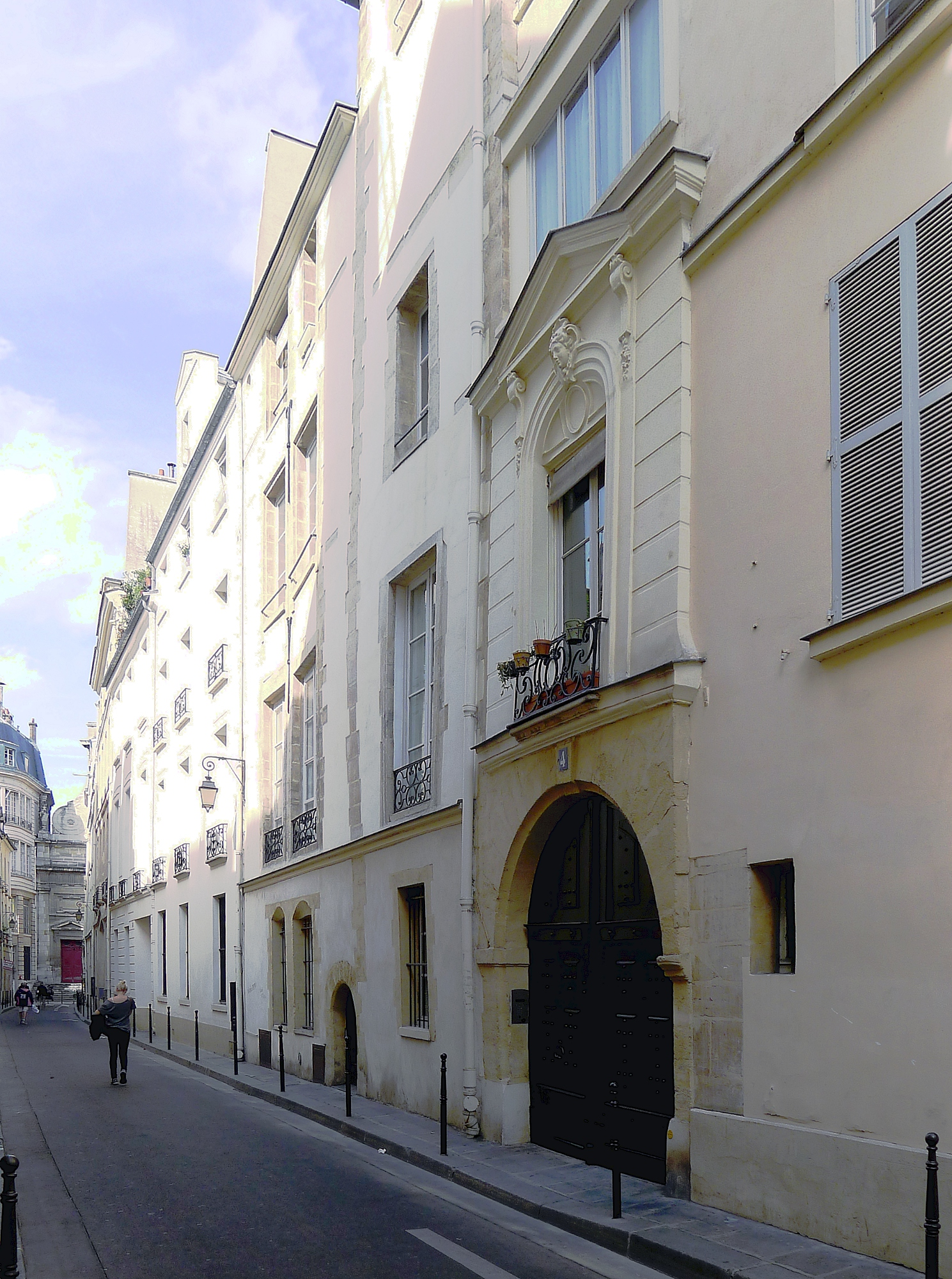
Rue, côté des numéros pairs, avec le no 4 au premier plan.
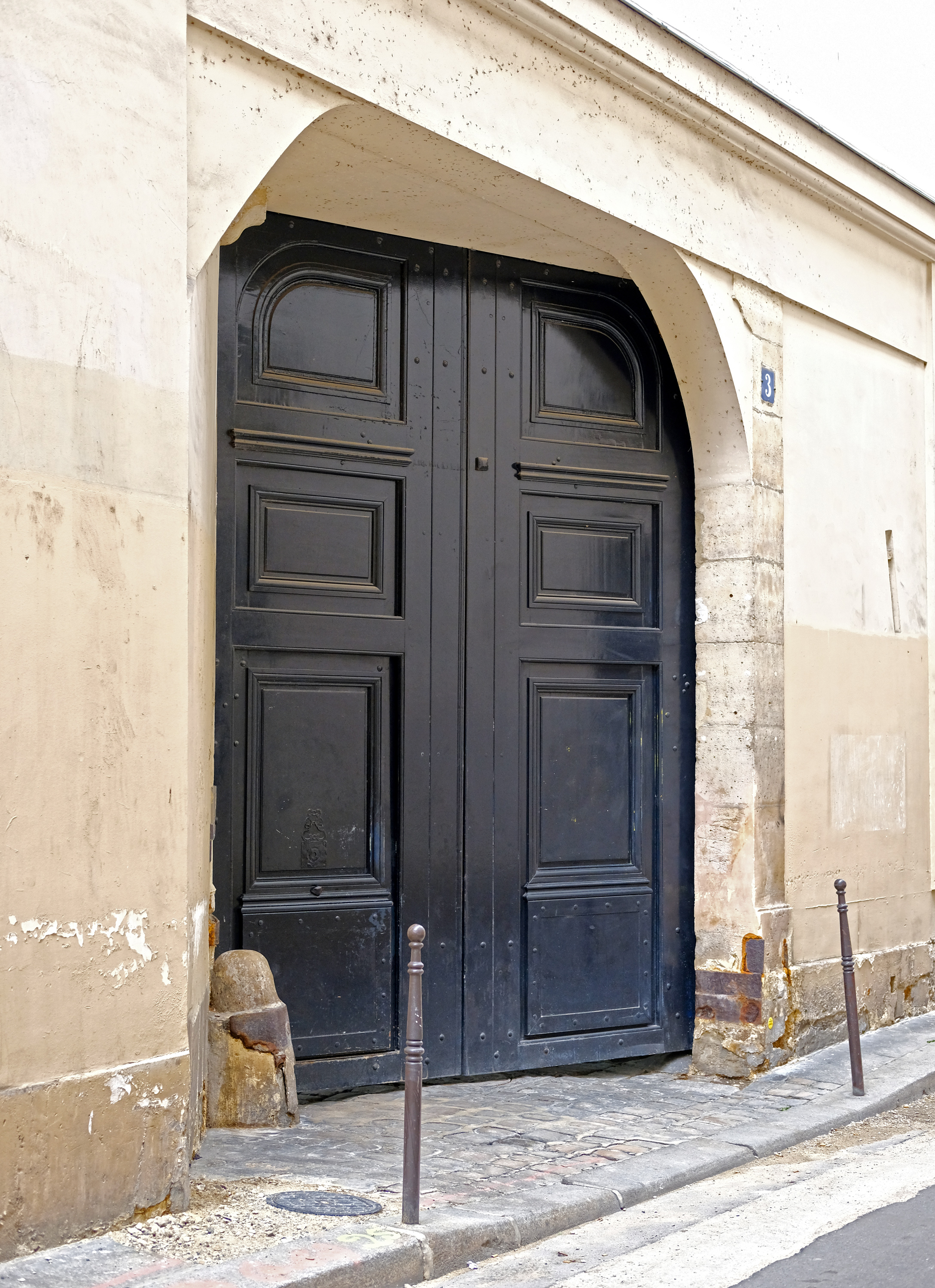
No 3 : porche d'entrée.
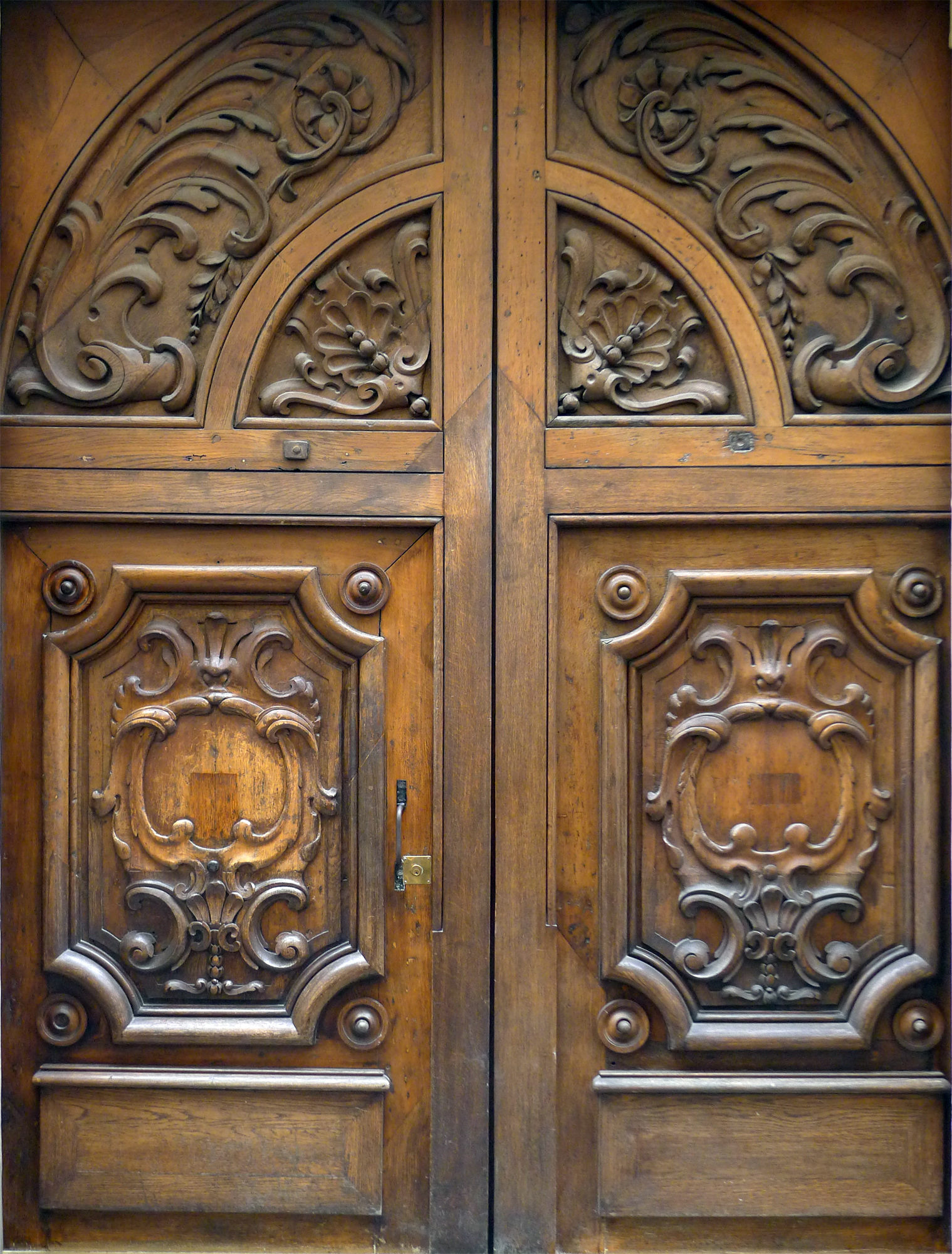
No 9 : vantaux de porte cochère.